# 아즈샤맨드
아즈샤맨드는 아제르바이잔의 샤마흐에 위치한 에브센 그룹 컴퍼니에 속한 자동차 공장이었다.
이 프로젝트는 아제르바이잔 정부의 지원으로 2005년 10월에 시작되었다. "아지즈" 브랜드의 자동차에는 "아즈샤맨드" 레이블이 있고 "아지즈"는 "Azərbaycan inamla zirvələrə", 즉 "자신감 있게 정상에 있는 아제르바이잔"을 의미한다. 아즈샤맨드는 Iran Khodro 와 함께 일하며 디젤 엔진이 장착된 자동차를 생산할 계획이기도 했다. 2010년 5월에 두 그룹 모두 엔진에 대한 디자인을 제출했다.